# Construcciones Aeronáuticas S.A.
A Construcciones Aeronáutica S.A., também conhecida por sua sigla CASA, foi uma fabricante de aviões espanhola criada por José Ortiz-Echagüe em Sevilha, em 3 de março de 1923. Atualmente é a maior companhia espanhola do setor aeroespacial, participando do consórcio empresarial Airbus.
A empresa era a principal fabricante de aviões da Espanha até ser incorporada à Airbus em 1970, como parte do conglomerado espacial europeu.
Atualmente tem seus negócios focados em três grandes linhas: aviões, manutenção e espaço. A fábrica possui aproximadamente 7 000 trabalhadores com alta qualificação técnica.

## Aviões
- CASA I; protótipo do CASA III

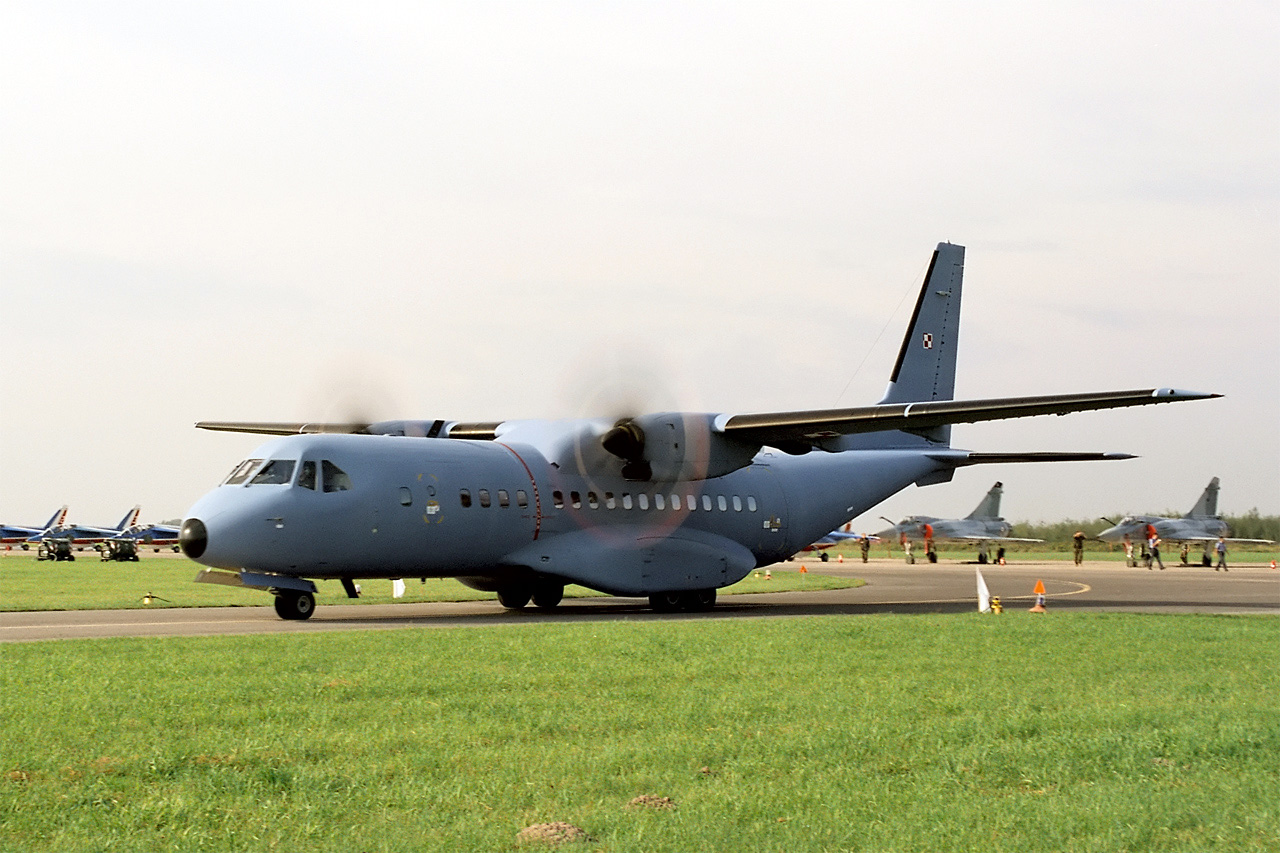
CASA C-295 da força aérea da Polônia

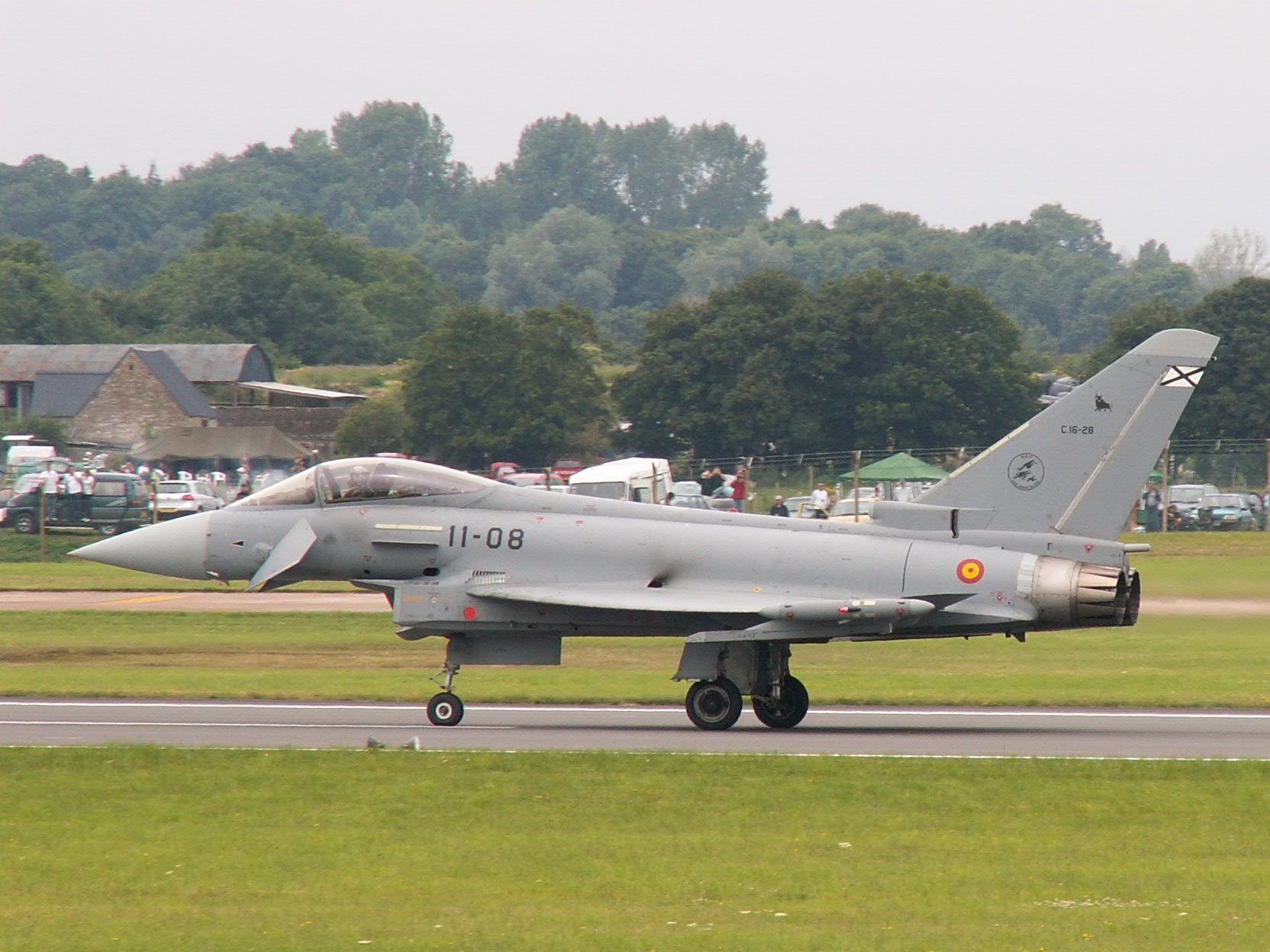
O Eurofighter Typhoon é manufacturado em Espanha pela EADS-CASA para da Força Aérea espanhola

- CASA III; monoplano esportivo de dois lugares de 1929
- CASA 1.131 Jungmann; versão licenciada do Bücker Bü 131
- CASA 1.133 Jungmeister; versão licenciada do Bücker Bü 133
- CASA 2.111; versão licenciada do Heinkel 111
- CASA 352; versão licenciada do Junkers Ju 52
- CASA C-101 Aviojet
- CASA C-102
- CASA C-112; treinador de dois lugares
- CASA C.127; versão licenciada do Dornier Do 27
- CASA C-201 Alcotán
- CASA C-202 Halcón
- CASA C-207 Azor
- CASA C-212 Aviocar
- CASA C-223 Flamingo; versão licenciada do MBB 223 Flamingo
- CASA CN-235; transporte regional civil e militar.
- CASA C-295; transporte regional civil e militar.
- CASA SF-5A; versão licenciada do Northrop F-5A
- CASA SF-5B; versão licenciada do Northrop F-5B
- CASA SRF-5A; versão licenciada do Northrop RF-5A